# Кінгс (графство, Нова Шотландія)
 Кінгс  (англ. Kings County) — графство у провінції
Нової Шотландії, Канада. Графство є переписним районом та адміністративною одиницею провінції.

## Географія
Графство розташоване заході півострова Нова Шотландія. Північно-західне узбережжя графства омивається водами затоки Фанді, а північно-східне — водами Мінас-бейсін. Графство Кінгс межує з графством Аннаполіс на південному заході, Луненбург — на півдні, Гантс — на південному сході. По території графства проходить автодорога провінційного значення шосе № 101, а також ряд доріг, керованих графством, основними з яких є магістралі 1 і 12 і колектори 201, 221, 358, 359 й 360.

## Історія
Графство Кінгс було засновано 17 серпня 1759 у часи правління короля Георга II. Це було одне з перших п'яти графств колонії і його назва була виразом лояльності. У 1781 році з його складу було виділено графство Гантс, нові кордони були встановлені в 1785 році. Надалі неодноразово уточнювалися і маркувалися кордони графства:
в 1821–1824 роках було проведене маркування кордонів 1785 року, в у 1828 році — уточнення меж з графством Аннаполіс. У 1840 році зі складу графства було виділено міське поселення Паррсборо, що знаходиться на перешийку, що з'єднує півострів з материком.
Поселення було поділене між графствами Камберленд і Колчестер.

## Населення
Для потреб статистичної служби Канади графство розділене на три міста, дві індіанські резервації і чотири неорганізовані області.
| Назва       | Оригінальна назва | Статус                      | Площа    | Населення |
| ----------- | ----------------- | --------------------------- | -------- | --------- |
| Бервік      | Berwick           | Містечко                    | 6,8      | 2 454     |
| Вулфвілл    | Wolfville         | Містечко                    | 6,45     | 3 772     |
| Кентвілл    | Kentville         | Місто                       | 17,35    | 5 815     |
| Ґлускап 35  | Glooscap 35       | Резервація корінних народів | 1,67     | 60        |
| Кембридж 32 | Cambridge 32      | Резервація корінних народів | 0,53     | 120       |
| Округ A     | Kings, Subd. A    | Неорганізована область      | 1 234,22 | 22 161    |
| Округ B     | Kings, Subd. B    | Неорганізована область      | 346,17   | 12 033    |
| Округ C     | Kings, Subd. C    | Неорганізована область      | 244,12   | 8 121     |
| Округ D     | Kings, Subd. D    | Неорганізована область      | 264,86   | 5 499     |